# 埃里克·麦科勒姆
埃里克·莱恩·麦科勒姆二世（1988年1月22日—）為美國男子籃球運動員，現效力於土耳其籃球超級聯賽費內巴切。
麦科勒姆的胞弟是C·J·麦科勒姆。

## 職業生涯
2014年8月4日，中国男子篮球职业联赛浙江金牛簽下麦科勒姆。2015年1月30日，麦科勒姆在對戰當時25連勝、失分最低的广东华南虎的比賽中，打滿48分鐘，全場49投26中，兩分球35投21中，三分球14投5中，罰球27罰25中，攻下82分、10籃板、4助攻，單場82分刷新2013年由昆西·杜比所締造的75分紀錄。2014-15賽季麦科勒姆場均可挹注39.6分、7.4籃板、5.5助攻、2.1抄截，為該賽季得分王。
2015年9月5日，土耳其籃球超級聯賽加拉塔薩雷與麦科勒姆簽下一年合約。2016年7月7日，中国男子篮球职业联赛北京翱龙簽下麦科勒姆，年薪為130萬美元。麦科勒姆代表北京翱龙出賽36場，場均可挹注37.5分、6.4籃板。2017年3月9日，土耳其籃球超級聯賽加拉塔薩雷與麦科勒姆簽約至賽季結束。7月14日，土耳其籃球超級聯賽安纳托利亚艾菲斯與麦科勒姆簽下1+1年合約。2018年9月21日，VTB聯賽喀山尤尼克斯與麦科勒姆簽下1+1年合約。2019年7月4日，喀山尤尼克斯宣布麦科勒姆新賽季續留球隊。
2020年9月7日，麦科勒姆與VTB聯賽希姆基簽署一年合約。2021年8月17日，VTB聯賽庫班火車頭與麦科勒姆簽下一年合約。2022年6月22日，土耳其籃球超級聯賽卡爾舍亞卡簽下麦科勒姆。2023年6月24日，卡爾舍亞卡與麦科勒姆簽下一年延長合約。2024年8月22日，卡爾舍亞卡與麦科勒姆簽下一年延長合約。2025年1月4日，面臨財政問題的卡爾舍亞卡與麦科勒姆分道揚鑣。1月10日，土耳其籃球超級聯賽費內巴切與麦科勒姆簽約至賽季結束。

## 外部連結
- 埃里克·麦科勒姆在fiba.basketball（英语）
- 埃里克·麦科勒姆在歐洲籃球聯賽（英语）
- 埃里克·麦科勒姆在土耳其籃球超級聯賽（英语）
- 埃里克·麦科勒姆在VTB聯賽（英语）
- 埃里克·麦科勒姆在Basketball-Reference.com（國際）（英语）
- 埃里克·麦科勒姆在Eurobasket.com（球員）（英语）
- 埃里克·麦科勒姆在Proballers（英语）
- 埃里克·麦科勒姆在RealGM（英语）
- 埃里克·麦科勒姆在中国篮球数据库
- 埃里克·麦科勒姆在Flashscore（英语）